# Nicolò da Bracciano

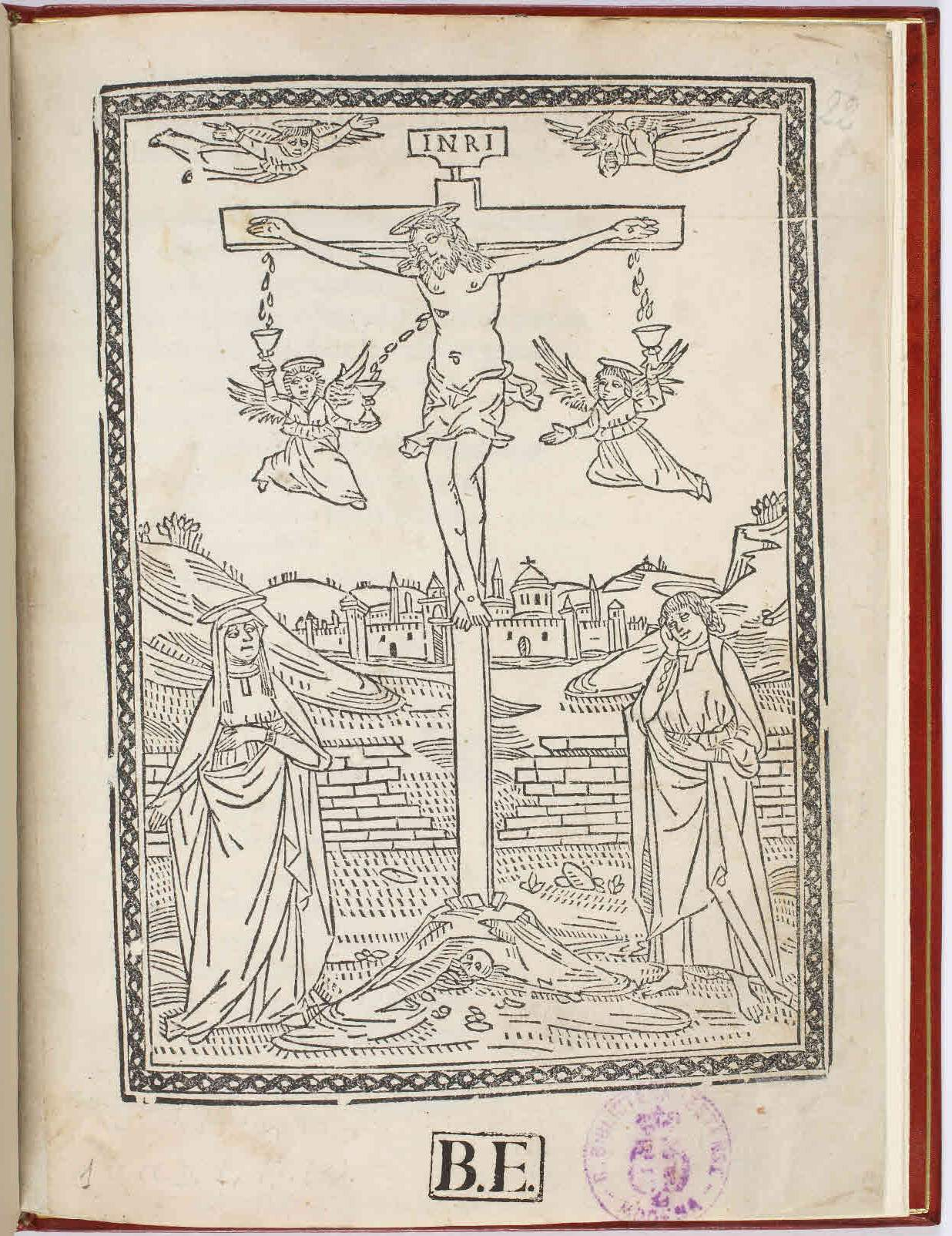
Oratione al crocifisso, 1497

Nicolò da Bracciano (Bracciano, 1451 – Parma, 1509) è stato un teologo, vescovo cattolico e predicatore agostiniano italiano.
Fu vescovo di Lidda.

## Opere
- Nicolò da Bracciano, Oratione al crocifisso, Venezia, 1497. URL consultato il 22 aprile 2015.